# Smith & Wesson Модель 34 Kit Gun
Smith & Wesson Модель 34 Kit Gun — високоякісний, невеликий, 6-зарядний револьвер подвійної дії під набій .22 Long Rifle розроблений компанією Smith & Wesson. Він мав 4-дюймовий ствол і регульований приціл. Це багатоцільовий службовий револьвер, який можна використовувати для полювання на невелику дичину, плінкінг, дезінсекції та навіть самозахисту. Він був розроблений для легкого комплектування мисливського, туристського та рибальського "набору". Револьвер ідеально підходить для щурячих набоїв для стрільби по зміях, гризунах, птахах та інших шкідниках на дуже близькій відстані.

## Історія

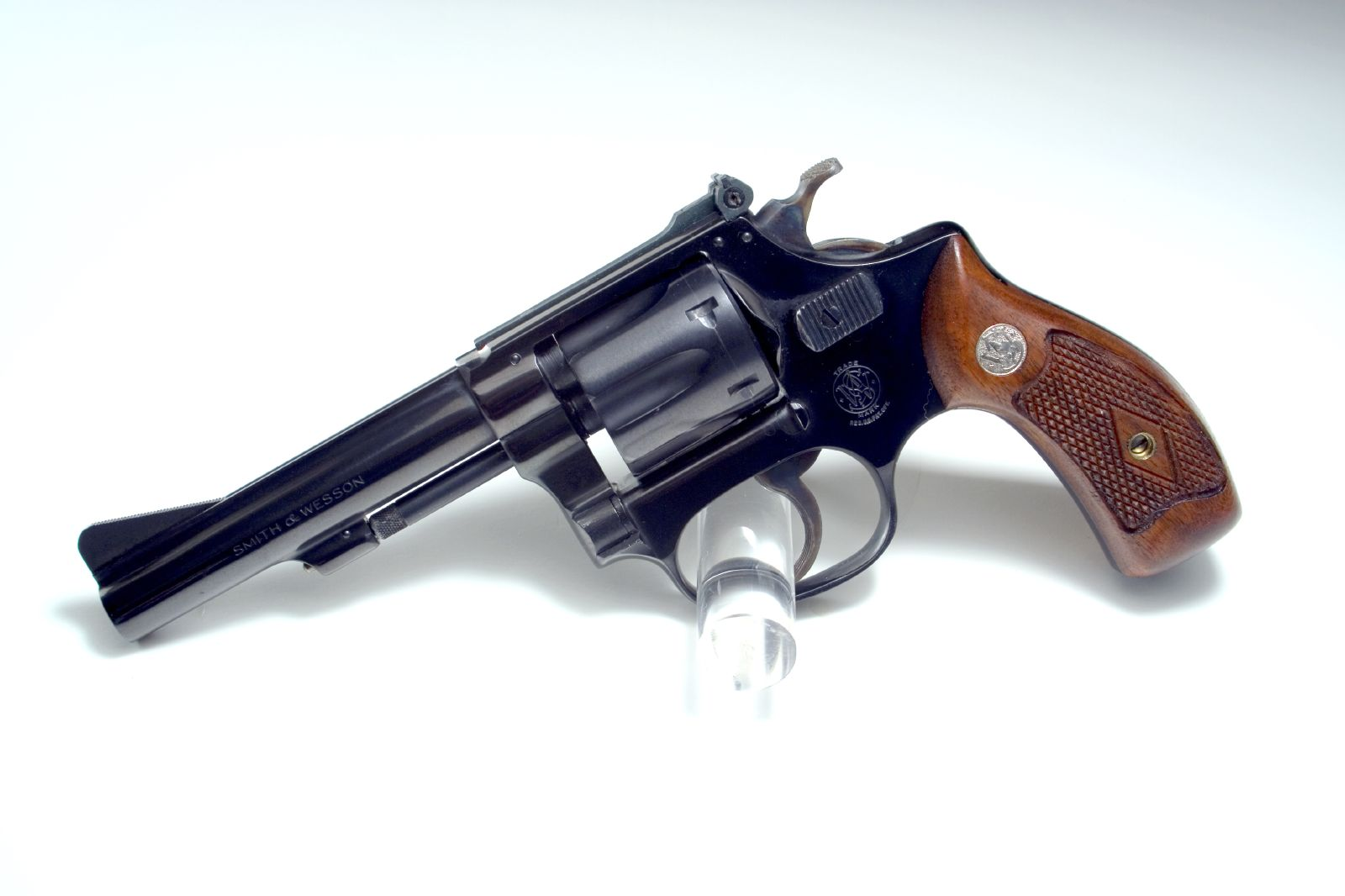
Smith & Wesson Модель 22/32 Kit Gun

В 1911 серія Kit Gun розпочалася з шестизарядного револьвера 22/32 на рамці I під набій .22LR. Їх інколи називають "до-воєнні" моделі. В 1953 було представлено покращену модель "22/32 Kit Gun, Модель 1953”. In 1958, Сміт та Вессон перейменували цей револьвер на Модель 34. Виробництво тривало серії до 1960, коли його переробили під дещо більшу рамку J та маркували як модель 34-1. Модель 34 випускали до 1991.
Револьвер Smith & Wesson Target Model 1953 (AKA: Model 35) з довжиною стволу в 6 дюймів також було розроблено на основі моделі 22/32. Приціл був регульованим, мушка мала T-подібну форму. Виробництво було розпочато в 1953 і продовжувалося до 1974.
В 1955 році було представлено Модель 43 Airweight з алюмінієвого сплавуd. В 1960 було представлено Модель 51 під набій .22 Winchester Magnum Rimfire. Виробництво револьверів Моделей 43 та 51 було зупинено в 1974. В 1977 році було представлено версію з нержавіючої сталі  Модель 63 Kit Gun. В 1983 було представлено версію з нержавіючої сталі Модель 650 під набій .22 WMR. В 1997 році шестизарядна Модель 63 була замінена на восьмизарядну версію.
В 1997 році Smith & Wesson представили новий восьмизарядний револьвер Model 317 AirLite Kit Gun, а пізніше було представлено револьвери .38 Special Модель 337 AirLite Kit Gun та .44 Special Model 396 AirLite Mountain Lite Kit Gun. Рамки всіх револьверів були зроблені з алюмінієвого сплаву, а барабани з титану (окрім Моделі 317, де барабан був з алюмінію). Їхні алюмінієві стволи мали планки з нержавіючої стали.